# ソコラツ
ソコラツ（セルビア語: Соколац,ボスニア語: Sokolac,クロアチア語: Sokolac）はボスニア・ヘルツェゴビナの町およびそれを中心とした基礎自治体でボスニア・ヘルツェゴビナを構成する構成体のうち、スルプスカ共和国に属しイストチノ・サラエヴォを構成する自治体の一つである。

## 経済
農業はソコラツにとって重要で、ほとんどの住民は伝統的に農業で生計を立てている。ジャガイモは主要な産品で、ソコラツは高品質なジャガイモの産地として知られ、少し前まではポテトチップス工業はこの地域の有望な産業であったと同時に品種改良センター（ogledno dobro）も設立されていた。
畜産業も農業に次いで重要な産業で、ソコラツ周辺は霧が多く湿気が多く質の良い牧草地が広がることから、放牧や酪農に適しており牛や羊が飼育されている。牛肉や羊肉の出荷は産品の中では2番目に大きいが、ソコラツでは市場向けのミルクの生産は非常に少ない。
周囲は高品質の森林に囲まれているが、大部分はここ数十年来に荒廃が進んでいる。畜産業は地域の主要な収入源であるが、その就業者が住民に占める割合は数パーセント程度である。

## 人口動態
- 1971年 - 合計17,053人
  - セルビア人 - 11,006人（64.53%）
  - ボシュニャク人 - 5,790人（33.95%）
  - クロアチア人 - 128人（0.75%）
  - ユーゴスラビア人 - 23人（0.13%）
  - その他 - 106人（0.64%）

- 1991年 - 合計14,833人
  - セルビア人 - 10,181人（68.64%）
  - ボシュニャク人 - 4,486人（30.24%）
  - ユーゴスラビア人 - 84人
  - クロアチア人 - 22人
  - その他 - 60人

ボスニア・ヘルツェゴビナはヨーロッパの国では唯一17年以上もの間、国勢調査を行っていない国である。ソコラツの人口はデイトン合意以後2倍になったとされる。150,000人のボスニアのセルビア人たちはボスニア・ヘルツェゴビナ紛争終結後、サラエヴォ近辺から離れ、この地域に流入している。